# 리왕양

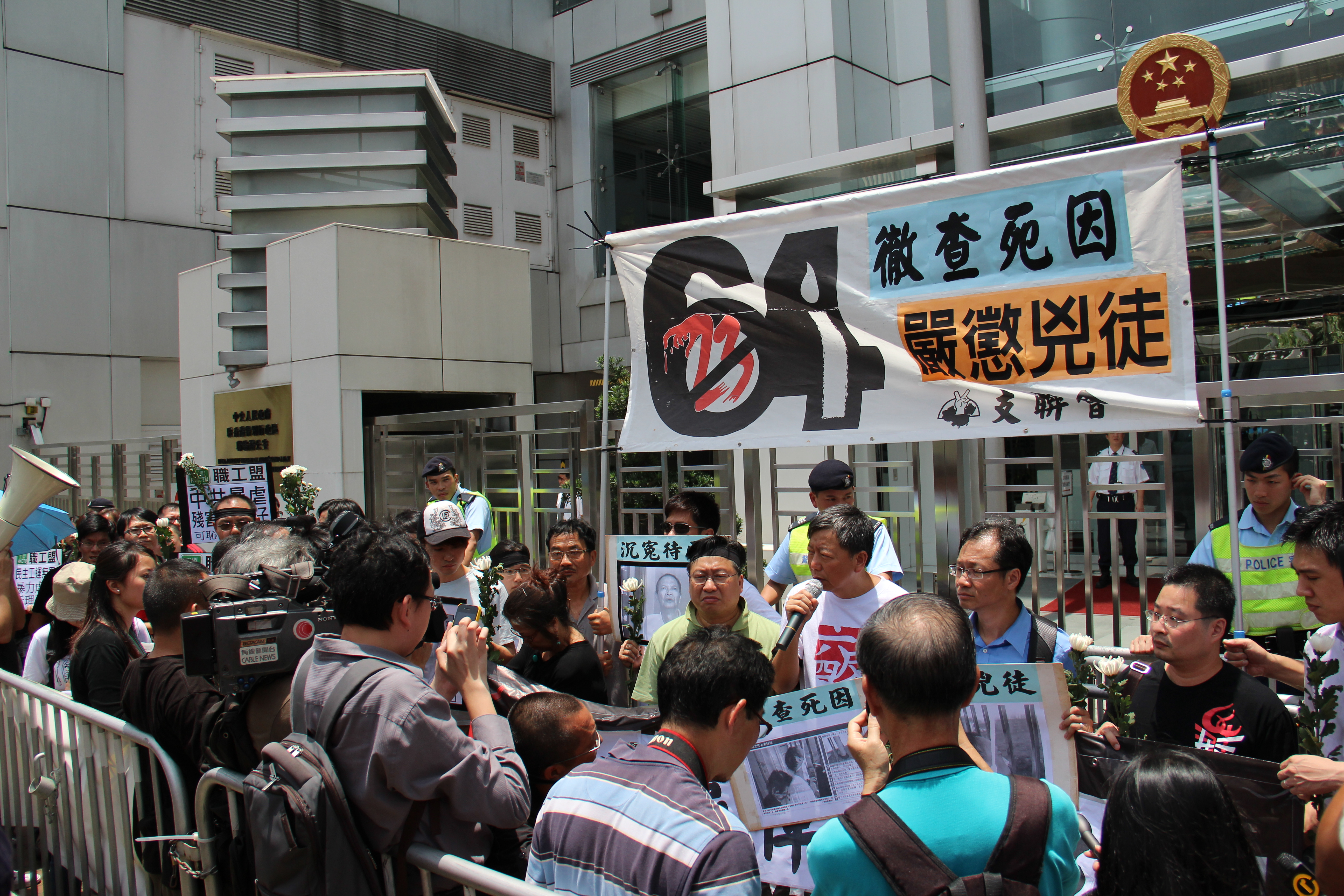
6월 7일, 홍콩의 시민단체들이 시위를 하고 있다.

리왕양 (李旺阳, 1950년 11월 12일 ~ 2012년 6월 6일)은 중화인민공화국의 사회운동가이다. 톈안먼 사건 이후 반혁명 선동 혐의로 징역 21년을 선고받았다. 1989년 민주화운동 참가자 중 리왕양은 감옥에 가장 오랫 동안 수감됐다. 2012년 6월 6일 출옥 1년 후, 그리고 그가 톈안먼 사건을 옹호하는 TV 인터뷰를 가진 며칠 후 병실에서 숨진 채 발견됐다. 후난성 사오양 시 당국은 처음에 그의 사인을 자살이라고 했다가 부검 후 사고사라고 말을 바꿨다.

## 시위와 투옥
유리 공장 노동자 리왕양은 1983년에 노조를 설립했다. 1989년 중화인민공화국에서 톈안먼 민주화 시위를 비롯한 대규모 민주화운동이 발생했다. 6월 4일 중국 인민해방군이 시위를 진압한 후 리왕양은 후난성 사오양 시에 톈안먼 민주화 시위를 지지하는 차원에서 총파업을 하자고 독려하는 게시물을 붙이는 등 희생자들을 기리는 활동을 했다.
그 결과로 리왕양은 6월 9일 '반혁명 선전 선동' 혐의로 투옥됐다. 징역 10년을 선고받았으나 후에 13년으로 늘어났고 중노동을 하게 됐다. 건강 악화에 따라 1996년 6월 가석방을 받았으나 덩샤오핑 사후 다시 투옥됐다. 2000년 건강을 이유로 다시 가석방 됐다. 인권단체 HRIC는 리왕양이 구류된 동안 고문을 받아 시력과 청력을 손실했다고 밝혔다. 리왕양은 훗날 인터뷰에서 시력을 손실한 유일한 이유는 계속 머리를 구타당해서 신경 손상이 왔기 때문이라고 했다.
투옥 중 리왕양은 자주 독방에 갇혔다. 2001년 당국이 자신의 의료비를 부담할 것을 주장하면서 단식투쟁을 한 후 '(체제)전복 선동'을 이유로 10년 형을 추가로 선고받았다. 단식투쟁 중 억지로 음식을 먹이면서 교도관들은 리왕양의 앞니를 부러뜨렸다. 결국 2011년 5월 석방되고 후난성 사오양 시에 있는 병원에 입웠했다. 병원에서 7km 떨어진 곳에 살던 리왕양의 남매는 식사를 챙겨 하루에 두 번 리왕양을 찾았다.
리왕양은 죽을 때까지 톈안먼 민주화 시위를 옹호했다. 홍콩의 방송국 아이케이블과의 인터뷰에서 그는 "순교자의 영혼은 평화를 누릴 가치가 있다."고 밝혔다. 리왕양은 조국의 다당제 민주주의를 옹호했으며 '참수당했었을지라도' 더 좋은 중국을 위했던 투쟁을 후회하지 않는다고 밝혔다. 엠네스티는 그를 양심수로 지정했다. 빈과일보는 리왕양이 인터뷰 이전에 보호받지 못했다고 보도했다. 이런 인터뷰들이 보도된 후 리왕양은 경찰관 10명에 의해 감시를 당했다. 국내외로부터 리왕양을 위해 기부금을 받는 계좌가 알 수 없는 이유로 막혔다. 전문의를 만나러 베이징에 가는 것도 방해받았다.

## 죽음
리왕양은 2012년 6월 6일, 석방 1년 후 심장질환과 당뇨병 치료를 받던 다샹 병원에서 숨진 채 발견된다. 리왕양은 보도에 의하면 창문 옆에서 천으로 목을 졸라 죽은 채로 발견됐다고 한다. 훗날 방송사 아이케이블은 당국 측에서 리왕양의 가족에게 리왕양을 화장할 것을 설득했다고 노력했다고 보도했다.

### 국내 반응
친구들과 지역 활동가들은 리왕양이 자살'당했다'고 밝히며 리왕양의 죽음에 대해 진실을 요구하는 위원회를 열었다. 월스트리트 저널은 중화인민공화국 활동가들이 트위터에 '나는 자살하지 않는다(我不自杀)'라는 게시글을 올리고 있다고 보도했다.
사오양 시 당국은 같은 병실에 있던 사람들이 리왕양이 그가 죽은 날 오전 3시쯤 창문 옆에서 '이상하게 행동하는'것을 봤다고 한다. 또한 'CCTV 확인 결과 리왕양이 죽은 밤 같은 병실 환자랑 의료 관계자를 제외하고 수상한 자가 병실에 들어가진 않았다.'고 밝히며 사체는 멍들지 않았다고 했다.
사오양 시 당국은 중산 대학 병리학자 네 명에 의해 6월 8일 이뤄진 부검은 전체 과정이 비디오테이프로 촬영됐고 언론, 전국인민대표대회 및 중국인민정치협상회의 관계자들이 참관했다고 밝혔다. 이어 가족들의 요구에 의해 화장됐다고 밝혔다.

### 국제적 반응
리왕양이 죽은 다음 날 아이웨이웨이를 포함해 2,700명 이상 독립적 수사를 요구하는 탄원서에 서명했다. 홍콩시민지원애국민주연동연합회는 리왕양이 자살했다는 주장을 비판했다. 마카오 입법회 의원 몇몇은 원자바오 및 몇몇 중화인민공화국의 고위당국자들에게 의문스러운 '자살'에 대한 조사를 촉구하는 서한을 보냈다.